# Edith Moser
Editha Moser (Edith "Ditha" Moser; Bécs, 1883. április 12. – Mödling, 1969. november 3.) osztrák művész, a bécsi szecesszió művészeti csoportjának tagja.

## Élete
Edith "Ditha" Moser 1883-ban született Edith Mautner Von Markhof néven egy jómódú osztrák iparos családban. 1902 és 1905 között a bécsi Iparművészeti Akadémián tanult Josef Hoffmann vendéghallgatójaként. 1905-ben feleségül ment Koloman Moser bécsi festőművészhez, akivel 1918-ban bekövetkezett haláláig házasok maradtak.

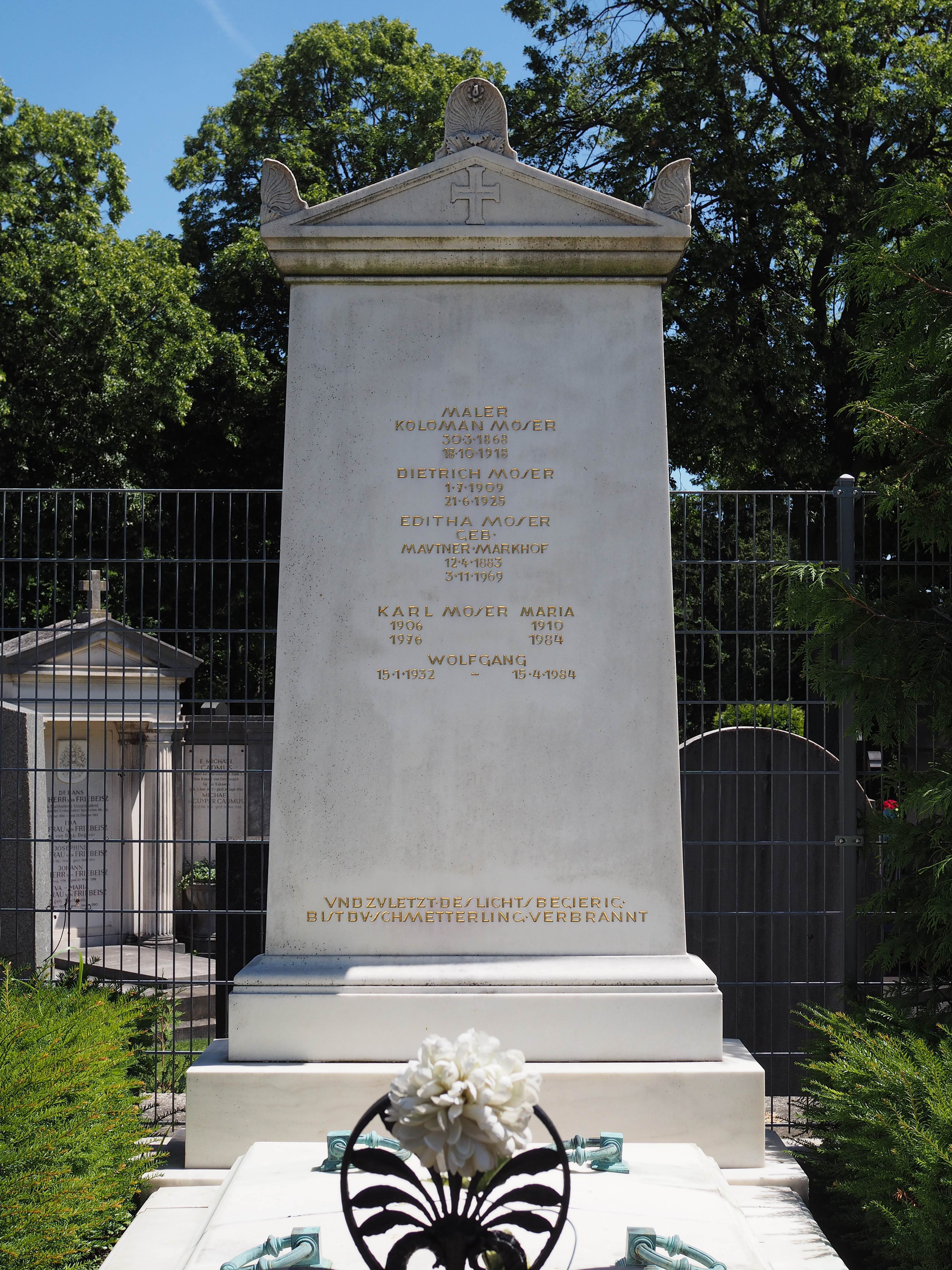
Síremléke a Hietzingi temetőben

Férjével, egykori professzorával és más híres művészekkel, például Gustav Klimttel együtt ő is részt vett a bécsi szecesszióban. Az 1800-as évek végén a világban új művészeti irányzatok jelentek meg, amelyek a progresszív elméletet foglalták magukban, és amelyek országonként különböző mozgalmakban és stílusokban mutatkoztak meg. Ahogy a modern világ előrehaladt, a művészek új utakat kerestek arra, hogy kifejezzék ezeket a változásokat. Bécsben, amely ezen új művészeti stílusok egyik vezető városává vált, ez a bécsi szecesszióban jelent meg, ahol az akkori vezető művészek közül sokan új helyet kerestek, ahol kiállíthatták munkáikat a Képzőművészeti Akadémiától függetlenül. A mozgalom művészei vissza akarták hozni a műalkotásokat a mindennapi életbe, és új gyártási technikák segítségével kézzel készítették műveiket.
Mozgalmuk előmozdítása érdekében Edith segített férjének megalapítani egy új csoportot, a Wiener Werkstätte-t, ami szó szerint "bécsi műhelyt" jelent, ahol a szecessziós művészek együtt dolgozhattak munkáikon. Népszerűek lettek a gazdag bécsi ügyfélkör körében, akiknek tetszettek a modern tárgyaik. Kísérleteik azonban, hogy a műhelyt más városokra is kiterjesszék (például Zürichre, Berlinre, sőt New Yorkra is), kudarcot vallottak, és miután a műhely egyre inkább elvesztette jelentőségét, 1932-ben bezárt.
Moser műalkotásainak nagy része a Wiener Werkstätte témáit követte, saját kisebb tárgyakat alkotott.  Gyakran tartalmazott képeket saját családi életéből, mint például az egyik Tarot kártyapakliban, ahol saját családtagjainak képmásait építette be egy családi történet ábrázolásához, ahol mindenki más-más tarot kártyafigurának öltözött egy családi évforduló alkalmából. A tarot kártyáiban a játékkatonák iránti vonzalmát is kimutatta, valamint bibliai és mitológiai témákat.
Grafikusként a munkássága viszonylag korlátozott volt, és kevés alkotása maradt fenn. Az első világháború után teljesen abbahagyta a művészi tevékenységet, és 86 éves korában halt meg.

## Fordítás
- Ez a szócikk részben vagy egészben  az   Edith “Ditha” Moser című angol Wikipédia-szócikk ezen változatának fordításán alapul.  Az eredeti cikk szerkesztőit annak laptörténete sorolja fel. Ez a jelzés csupán a megfogalmazás eredetét és a szerzői jogokat jelzi, nem szolgál a cikkben szereplő információk forrásmegjelöléseként.